# سيمون دوبسون
سيمون دوبسون (بالإنجليزية: Simon Dobson)‏ هو ملحن بريطاني، ولد في 1981.

## وصلات خارجية
- سيمون دوبسون على موقع ميوزك برينز (الإنجليزية)
- سيمون دوبسون على موقع ديسكوغز (الإنجليزية)